# Поляньский, Павел
Павел Поляньский (пол. Paweł Poljański, род. 6 мая 1990 — польский профессиональный шоссейный велогонщик, выступающий выступающий  за команду мирового тура Bora-Hansgrohe.

## Достижения
2008
- 3-й Giro della Lunigiana — Генеральная классификация
  - 1-й  — Очковая классификация
- 3-й Тур Истрии — Генеральная классификация

2011
- 2-й Carpathian Couriers Race — Генеральная классификация
  - 1-й — Этап 3

2012
- 1-й  — Чемпион Польши среди U-23 в групповой гонке

2015
- 9-й Тур Австрии — Генеральная классификация
- Самый агрессивный гонщик 13 этапа Вуэльта Испании

## Статистика выступлений

### Гранд-туры
| Гранд-тур       | 2014 | 2015 | 2016 | 2017 | 2018 | 2019 |
| --------------- | ---- | ---- | ---- | ---- | ---- | ---- |
| Джиро д’Италия  | 50   | —    | 35   | —    | —    | 89   |
| Тур де Франс    | —    | —    | —    | 80   | 94   | —    |
| Вуэльта Испании | —    | 35   | —    | 67   | —    | 57   |

| —  | Не участвовал  |
| НФ | Не финишировал |